# Teo-neol
Teo-neol (en coreano 터널 Teo-neol, en Argentina: Túnel) es una película coreana de género drama y supervivencia del año 2016 dirigida y escrita por Kim Seong-hun.

## Argumento
Lee Jung-soo (Ha Jung-woo) regresa a casa para celebrar el cumpleaños de su hija. Mientras está conduciendo, se colapsa el túnel por el que estaba pasando.
Cuando el protagonista recupera la conciencia, se da cuenta de que está atrapado dentro de su coche bajo escombros y rocas del túnel y de la montaña. Todo lo que tiene consigo son su móvil, dos botellas de agua y una tarta de cumpleaños. Consigue contactar con el equipo de rescate, el cual le tranquiliza y promete rescatarlo; se establece un vínculo especial entre el atrapado y el jefe del equipo. Lee Jung-soo recibe instrucciones que podrían ayudarle a sobrevivir hasta el momento de rescate. También logra comunicarse con su mujer. Pasa varios días haciendo caso a las instrucciones del equipo del rescate.
Mientras tanto, en la superficie todo el mundo sigue los acontecimientos en el túnel y su alrededor. En el proceso del rescate se involucra hasta la ministra de transporte y obras públicas. El equipo del rescate está intentando dar las mejores ideas posibles para rescatar al atrapado lo más pronto posible. Tras estudiar planos del túnel e inspeccionar el mismo con drones y personalmente por el jefe del rescate en su coche, logran localizar al hombre. Deciden taladrar desde la superficie hacia abajo a través de la montaña para crear así un túnel vertical por el que Lee Jung-soo podría salir.
Asimismo, en el túnel Jung-soo descubre que no está solo en el atolladero. Conoce a una chica, le concede sus suministros de agua y le presta su móvil para que pueda contactar con su madre, demostrando así a todo el país (que sigue siguiendo todos los acontecimientos con mucha atención) que no perdió su humanidad ni siquiera en tan difícil situación. Pasan días y semanas, se acerca el invierno y el atrapado sufre cada vez más el frío.
En la superficie, el equipo de rescate descubre que los planos del túnel estaban mal hechos y que taladraban en el lugar equivocado. Además se produce un accidente mortal de un trabajador del equipo. La familia del difunto y las empresas que quieren continuar con las obras en otro túnel situado cerca del colapsado presionan al gobierno para que aborte la misión de rescate. Al final se toma la decisión de parar los trabajos del rescate, lo que se comunica al atrapado a través de la radio de música clásica, la única emisora que llega hasta Jung-soo.
En el túnel se produce otro colapso de rocas y tierra, que hace un poco de sitio cerca del coche donde está Lee Jung-soo, permitiéndole salir del mismo y estirar sus extremidades. El hombre también puede alejarse un poco del coche e investigar el lugar. Halla un sitio donde puede excavar y quitar piedras y decide hacer por su cuenta un túnel en esa dirección. En la superficie el jefe del equipo de rescate no se rinde y sigue trabajando. Baja él mismo por el agujero que hicieron antes y descubre que se encuentran cerca del lugar hasta donde logró llegar Jung-soo excavando y quitando piedras. La misión de rescate termina y el hombre se reúne con su familia.

## Reparto
- Ha Jung-woo como Lee Jung-soo,
- Bae Doo-na como Se-hyun,
- Oh Dal-su como Dae-kyung,
- Nam Ji-hyun como Mi-na,
- Kim Hae-sook como la Ministra,
- Park Hyuk-kwon como oficial del gobierno,
- Park Jin-woo como ayudante del gobierno,
- Lee Sang-hee como periodista de noticias de YTN,
- Kim Jong-soo como ejecutivo de la compañía de taladro (cameo),
- Shin Jung-geun como el Capitán Kang.[3]
- Cho Hyun-chul como un chico.
- Yoo Seung-mok como periodista Jo Yang-cheol.
- Lee Dong-jin como DJ de radio,
- Lee Cheol-min como capitán del equipo del taladro,
- Han Sung-chun como técnico de drones,
- Kim Seung-hoon como presentador,
- Ye Soo-jung como madre del trabajador difunto,
- Jin Yong-ok como obrero de la construcción,
- Lee Dong-yong como obrero de la construcción,
- Joo Suk-tae como empleado de la Korea Expressway Corporation,
- Ahn Se-ho como miembro del equipo,
- Seo Hyun-woo como periodista de SNC,
- Kang Shin-chul como agente,
- Jin Seon-kyu como agente de equipamiento,
- Yeo Min-gyu como voz del número de emergencia 119, piloto del helicóptero,
- The dog
- Choi Gwi-hwa como una persona (cameo).[4]
- Jung Suk-yong como Choi (cameo),
- Hwang Byeng-gug como propietario de la gasolinera (cameo),
- Bae Yoo-ram como empleado del 119 (cameo).[5]
- Kim Sung-kyu como un miembro del grupo cívico 3.
- Kim Soo-jin como una miembro de la audiencia.

## Premios y nominaciones
| Año  | Premio                         | Categoría               | Receptor                       | Resultado |
| ---- | ------------------------------ | ----------------------- | ------------------------------ | --------- |
| 2017 | Chunsa Film Art Award          | Mejor Actor             | Ha Jung-woo                    | Ganador   |
| 2017 | Baeksang Arts Award            | Mejor Actor (Película)  | Ha Jung-woo                    | Nominado  |
| 2016 | Grand Bell Award               | Mejor Actor             | Ha Jung-woo                    | Nominado  |
| 2016 | XXXVII Blue Dragon Film Awards | Mejor actor             | Ha Jung-woo                    | Nominado  |
| 2016 | XXXVII Blue Dragon Film Awards | Mejor actor secundario  | Oh Dal-su                      | Nominado  |
| 2016 | XXXVII Blue Dragon Film Awards | Mejor actriz secundaria | Bae Doona                      | Nominada  |
| 2016 | XXXVII Blue Dragon Film Awards | Premio de popularidad   | Bae Doona                      | Ganadora  |
| 2016 | XXXVII Blue Dragon Film Awards | Mejor guion             | Kim Seong-hoon                 | Nominado  |
| 2016 | XXXVII Blue Dragon Film Awards | Mejor montaje           | Kim Chang-joo                  | Nominado  |
| 2016 | XXXVII Blue Dragon Film Awards | Premio de técnica       | Kim Nam-sik (efectos visuales) | Nominado  |